# Giancarlo Pajetta
Giancarlo Pajetta (ur. 24 czerwca 1911 w Turynie, zm. 13 września 1990 w Rzymie) – włoski polityk i działacz komunistyczny, partyzant, wieloletni członek Izby Deputowanych, poseł do Parlamentu Europejskiego I i II kadencji.

## Życiorys
Pochodził z bogatej rodziny o poglądach komunistycznych, syn prawnika i nauczycielki. Politykiem został również jego brat Giuliano. W 1927 ze względu na przystąpienie do PCI skazano go na 2 lata więzienia oraz zakazano nauki w szkołach średnich przez 3 lata. Po uwolnieniu wyemigrował do Francji, gdzie organizował młodzieżówkę FGCI pod pseudonimem „Nullo”. W 1933 wysłany z tajną misją do Parmy, został ponownie złapany i skazany na 21 lat pozbawienia wolności. Po uwolnieniu w 1943 uczestniczył w partyzantce antyfaszystowskiej. W 1944 wybrany współprzewodniczącym Komitetu Wyzwolenia Włoch (północnych) wspólnie z Ferruccio Parrim i Alfredo Pizzonim; uczestniczył w negocjacjach dyplomatycznych z aliantami, objął też funkcję szefa sztabu partyzantów. Po wojnie związany z prasą komunistyczną, był dyrektorem dziennika „l'Unità” (1969–1970) oraz periodyku kulturalno-politycznego „Rinascita”. Autor kilku książek, w tym autobiografii.
W 1945 wybrany do Rady Narodowej, a w 1946 do Zgromadzenia Konstytucyjnego (tymczasowych parlamentów), następnie nieprzerwanie od 1948 do śmierci zasiadał w Izbie Deputowanych od I do X kadencji. W ramach partii komunistycznej reprezentował skrzydło reformatorskie, od 1948 do 1986 zasiadał w jej komitecie centralnym, a od 1969 do 1988 w biurze politycznym. Odpowiadał głównie za kwestie zagraniczne, kilkukrotnie był też wysłannikiem partii do ZSRR i krajów bloku wschodniego. Zyskał popularność jako mówca w parlamencie, uczestniczył też w licznych protestach. W 1979 i 1989 wybierano go posłem do Parlamentu Europejskiego, przystąpił do Grupy Sojuszu Komunistycznego. W 1988 brano go pod uwagę jako następcę Alessandro Natty na stanowisku szefa PCI, jednak został uznany za zbyt wiekowego.
Przez wiele lat związany z polityk Miriam Mafai, miał syna i dwie córki. Zmarł nagle 13 września 1990 na zawał serca po powrocie z partyjnego święta Festa de l'Unità, na krótko przed rozwiązaniem PCI. W jego pogrzebie uczestniczyło około 200 000 osób.